# Vicq-d'Auribat
Vicq-d'Auribat è un comune francese di 271 abitanti situato nel dipartimento delle Landes nella regione della Nuova Aquitania.

## Società

### Evoluzione demografica
Abitanti censiti